# Contado di Molise

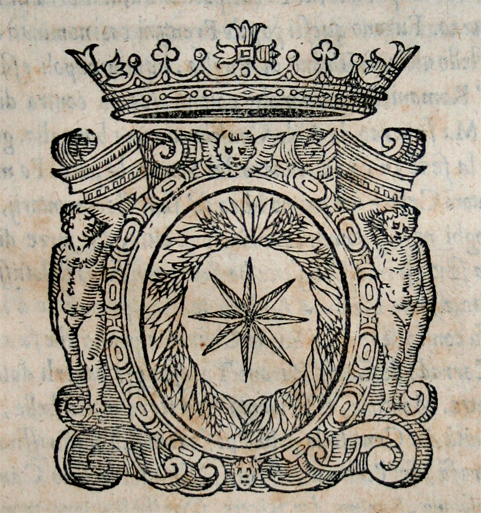
Stemma seicentesco del Contado di Molise

Il Contado di Molise (o del Sannio) è stato un'unità amministrativa prima del Regno di Sicilia, poi del Regno di Napoli, infine del Regno delle Due Sicilie. Il suo territorio e il suo status giuridico hanno subito entrambi variazioni nei secoli in relazione all'ordinamento amministrativo dell'epoca; si possono, comunque, individuare tre fasi principali: quella della Contea di Molise (Comitatus Molisii) in epoca medievale, quella del Contado di Molise in età moderna, quella della Provincia del Contado di Molise nell'età contemporanea.
Originariamente il suo territorio comprendeva prevalentemente la parte centrale dell'attuale Molise e si estendeva, a seconda dell'epoca, in un'area che andava dall'Abruzzo meridionale alla Campania settentrionale; tuttavia è soltanto con le riforme amministrative dei primi decenni del Cinquecento che il Contado di Molise comincia ad acquisire una fisionomia geografica e amministrativa stabile, ma dipendente da altre entità, rimasta pressoché invariata fino alle riforme di età napoleonica. In ogni caso tutte queste conformazioni risultano sempre molto lontane dalla regione attuale.
Il suo stemma è composto da una stella bianca, crinita, circondata da una ghirlanda di spighe di grano in campo vermiglio. Le spighe vengono tradizionalmente interpretate quale segno della sua abbondanza, la stella invece rappresenterebbe lo stemma del casato dei del Balzo, che avrebbe posseduto numerosi feudi in questo territorio; non è possibile escludere, tuttavia, che l'indicazione di questo casato in realtà sia dovuto a un fraintendimento generato dal particolare nome araldico di questa tipologia di stella.

## Il giustizierato

### Il territorio
Le origini di quello che poi sarà il Contado di Molise vanno ricercate in epoca longobarda, quando la regione era ricompressa all'interno del Ducato di Benevento. In quel periodo, infatti, furono costituiti diversi gastaldati (circoscrizioni amministrative subordinate al ducato), e, in particolare, il gastaldato di Bojano. Intorno al 667, questo territorio era stato concesso al condottiero bulgaro Alzeco, che divenne il primo gastaldo di un'area pressoché disabitata. Bojano, però, acquisì viepiù importanza rispetto agli altri gastaldati (che diverranno, in epoca normanna, contee) andando a costituire il nucleo fondante del futuro Molise. È tra la fine dell'XI secolo e l'inizio dell'XII secolo, infatti, che comincia ad affermarsi il toponimo Comitatus Molisii riferito, appunto, alla contea di Bojano, che, nel contempo, aveva inglobato altre contee e territori, quali Venafro, Larino, Trivento, Isernia, Campomarino, la montagna del Matese, Pietrabbondante, Termoli, Mignano fino a Capracotta, Capriata e Prata. Tale espansione della contea avvenne ad opera della famiglia de Molinis.
Si era, dunque, formata un'entità territoriale che avrebbe conservato una propria peculiare identità nel corso dei secoli ma non riconducibile all'attuale regione.

### La nascita del giustizierato
Nel 1221, Federico II, che già da tempo cercava di contenere il potere feudale a favore di quello regio, vinta la resistenza di Tommaso di Segni, conte di Celano e Molise, costituì il Contado di Molise in giustizierato. Nell'ambito del processo di centralizzazione voluto dal sovrano palermitano, l'amministrazione dei territori del regno, suddivisi in distretti di giustizia imperiale, veniva affidata ad un rappresentante del potere regio, il Gran Maestro Giustiziere, attraverso il quale l'autorità del re si sovrapponeva a quella dei feudatari. In epoca sveva e angioina l'amministrazione del Molise era congiunta a quella della Terra di Lavoro, che insieme formavano un unico distretto denominato Justitiaratus Molisii et Terre Laboris. 

## Il Contado di Molise nell'Età moderna

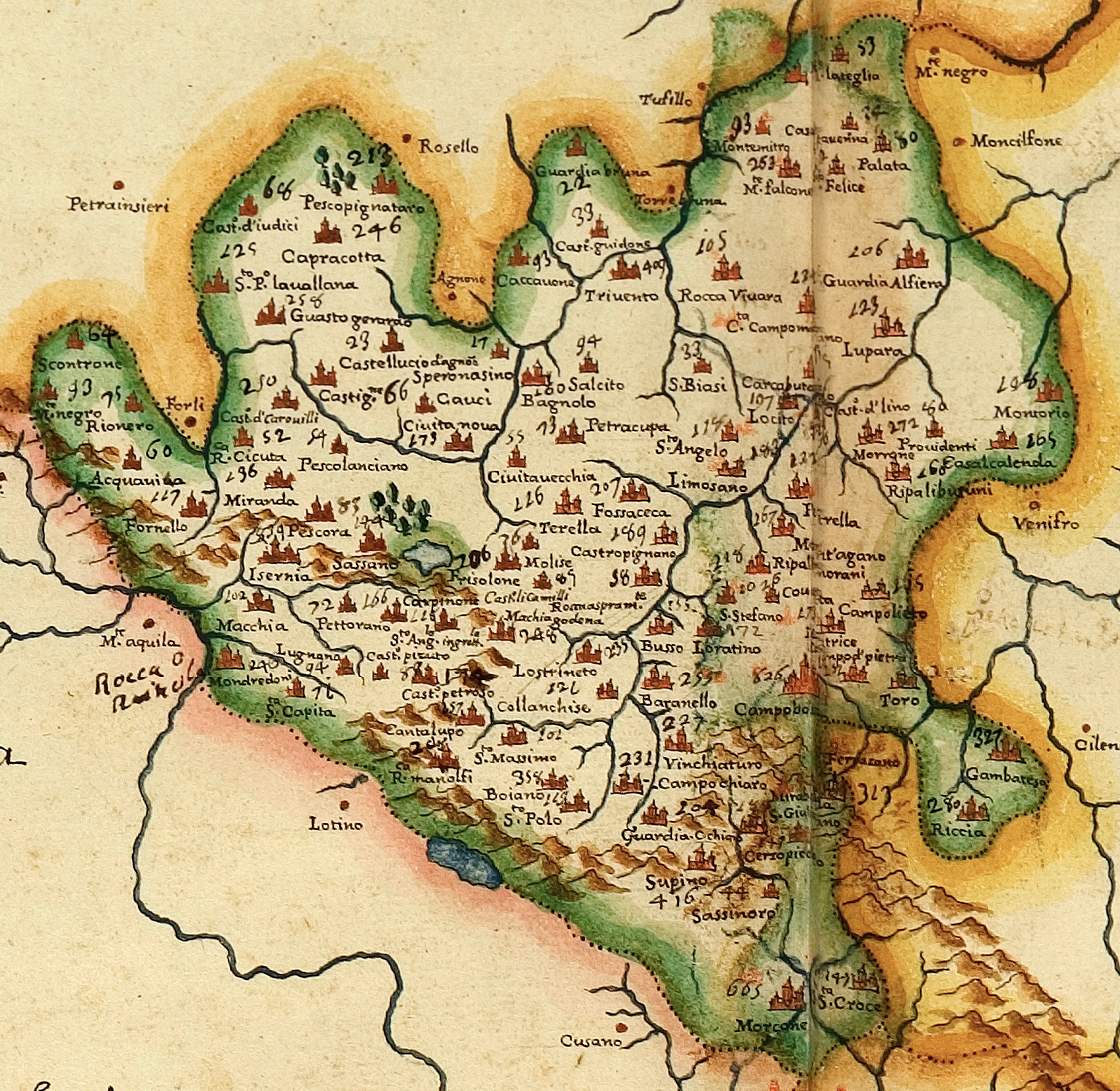
Il Contado di Molise secondo la mappa realizzata da Mario Cartaro e Nicolò Antonio Stigliola (1613). http://digitale.bnnonline.it/index.php?it/149/ricerca-contenuti-digitali/show/86/

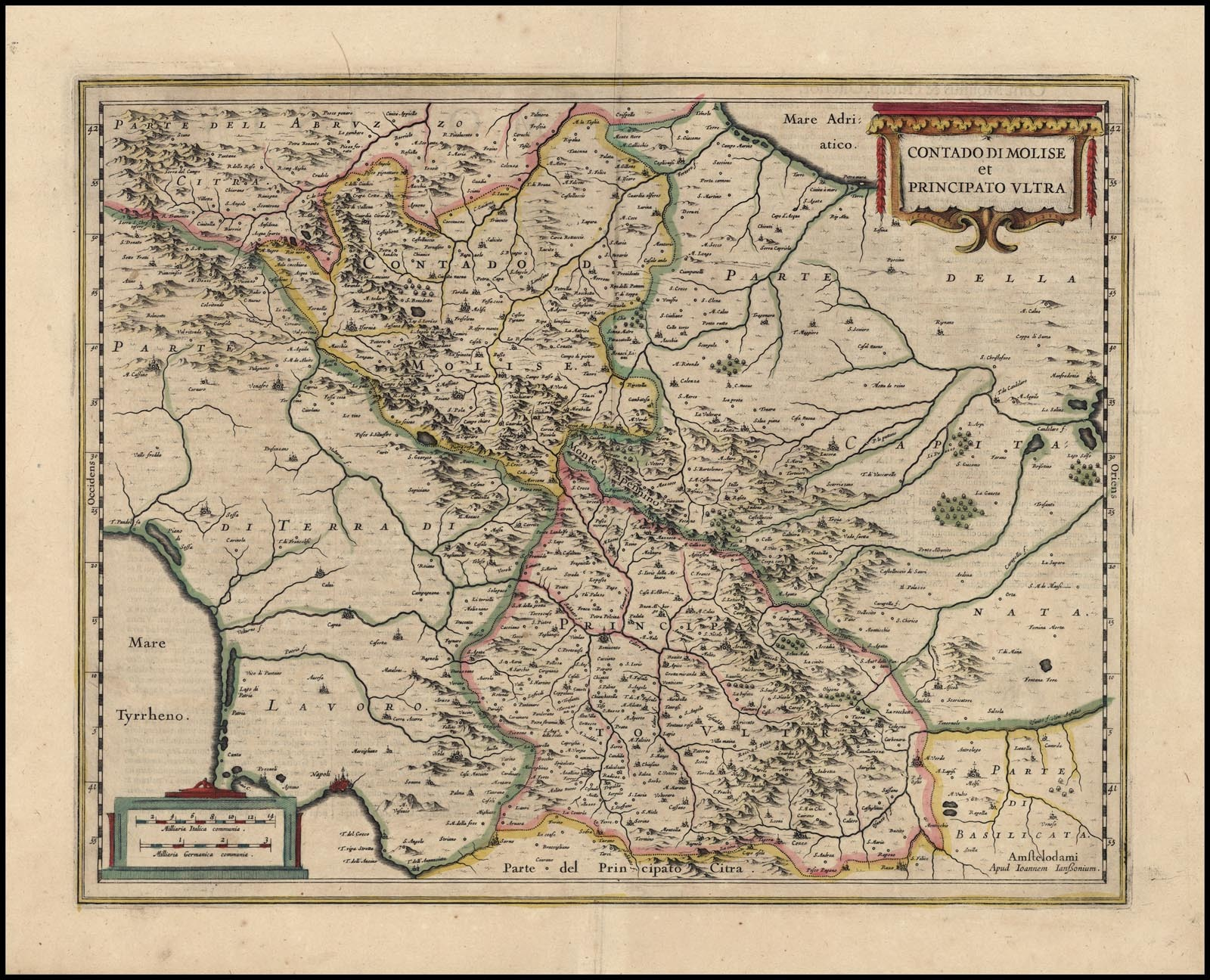
Antica mappa del Contado di Molise, i cui confini sono in giallo. In rosa invece sono i confini del Principato Ultra

Anche con l'avvento del regime aragonese e la riforma del sistema dei giustizierati, i due territori rimasero amministrativamente legati. Un cambiamento che avrà importanti riflessi sul Contado del Molise si realizza con la conquista aragonese del regno di Napoli e la sua successiva riorganizzazione amministrativa. Nel 1447 fu infatti emanato da Alfonso d'Aragona un decreto concernente l'istituzione della Regia dogana della mena delle pecore di Puglia. Con l'istituzione della Dogana, il Contado di Molise, pur continuando formalmente a far parte della Terra di Lavoro, entrò in stretti rapporti economici con la Capitanata. In epoca incerta, probabilmente durante il viceregno spagnolo, verso la metà del XVI secolo, il Contado di Molise venne separato dalla Terra di Lavoro e aggregato alla Capitanata. La Regia udienza di Lucera, istituita nel 1544, esercitava la propria giurisdizione anche sul Contado di Molise. Quest'ultimo rimase legato alla Capitanata fino alle riforme amministrative introdotte nel 1806.

### Centri abitati del Contado di Molise (1538-1806)
Sono qui riportati i nomi dei centri abitati appartenenti al Contado di Molise, indicati in ordine alfabetico secondo la forma di più antica attestazione, che compare (quando diversa) in corsivo. 
| Nome                                                                                | Nome                           | Nome                  | Popolazione nel 1586 (in fuochi) | Popolazione nel 1618 (in fuochi) | Popolazione nel 1675 (in fuochi)    | Popolazione nel 1780                   |
| ----------------------------------------------------------------------------------- | ------------------------------ | --------------------- | -------------------------------- | -------------------------------- | ----------------------------------- | -------------------------------------- |
| Acquaviva Parte dell'odierna Acquaviva Collecroce                                   | Acqua chiara alias della Croce | Acquarina             | 50                               | 60                               | 60                                  | 360                                    |
| Bagnulo Bagnoli del Trigno (CB)                                                     | Bagnolo                        | Bagnolo               | 157                              | 160                              | 106                                 | 2694                                   |
| Bojano (CB)                                                                         |                                |                       | 376                              | 358                              | 214                                 | 3024                                   |
| Barancello Baranello (CB)                                                           | Baranello                      |                       | 217                              | 255                              | 132                                 | 2776                                   |
| Busso (CB)                                                                          |                                |                       | 93                               | 155                              | 150                                 | 1394                                   |
| Caccavone Poggio Sannita (IS)                                                       |                                |                       | 69                               | 97                               | 90                                  | 2172                                   |
| Campo basso Campobasso                                                              |                                |                       | 697                              | 826                              | 499                                 | 5000 (505 fuochi2)                     |
| Campo chiaro Campochiaro (CB)                                                       |                                |                       | 241                              | 231                              | 113                                 | 1397                                   |
| Campo leto Campolieto (CB)                                                          |                                |                       | 146                              | 165                              | 114                                 | 1917                                   |
| Campo de petra Campodipietra (CB)                                                   | Campo di Pietro                |                       | 180                              | 151                              | 74                                  | 1189                                   |
| Cantalupo Cantalupo nel Sannio (IS)                                                 |                                |                       | 167                              | 157                              | 192                                 | 1748                                   |
| Carcabuttaccio Castelbottaccio (CB)                                                 |                                | Carcabutaccio         | 63                               | 75                               | 61                                  | 914                                    |
| Carpinone (IS)                                                                      | Carpione                       |                       | 235                              | 166                              | 232                                 | 2059                                   |
| Casal Calenda Casacalenda (CB)                                                      |                                | Casalcalenda          | 125                              | 165                              | 152 (senza S. Barbato)              | 3305                                   |
| Casal Cerrito Nei pressi di Agnone                                                  |                                | [non presente]        | [non presente]                   | 13                               | dishabitato2                        | [non presente]                         |
| Casal Cipriano Casalciprano (CB)                                                    |                                | [non presente]        | [non presente]                   | 82                               | 112                                 | 1599                                   |
| Casal Iavenna Tavenna (CB)                                                          | Casal taberna                  | Casal tavenna         | 28                               | 34                               | 28                                  | [non presente]                         |
| Castello acqua burrana Castelmauro (CB)                                             | Castello acquabucana           |                       | 188                              | 213                              | 197                                 | 1902                                   |
| Castello d'Agnone Castelverrino (IS)                                                |                                |                       | 45                               | 13                               | 27                                  | 465                                    |
| Castello delli Camilli Sant'Elena Sannita (IS)                                      |                                |                       | 80                               | 85                               | [non presente]                      | 1234                                   |
| Castello delli Caravilli Carovilli (IS)                                             |                                |                       | 206                              | 250                              | 47 (con la frazione di Castiglione) | 1336 Carovilli, 356 Castiglione        |
| Castello delli giudici Castel del Giudice (IS)                                      |                                |                       | 62                               | 68                               | 82                                  | 707                                    |
| Castello guidone Castelguidone (CH)                                                 |                                |                       | 101                              | 33                               | [non presente]                      | 699                                    |
| Castello de lino Castellino del Biferno                                             |                                |                       | 81                               | 88                               | 21                                  | 1007                                   |
| Castel petruso Castelpetroso (IS)                                                   | Castel pertuso                 |                       | 139                              | 174                              | 149                                 | 1578                                   |
| Castello pizzuto Castelpizzuto (IS)                                                 |                                |                       | 74                               | 89                               | 59                                  | 616                                    |
| Castropignano (CB)                                                                  |                                |                       | 154                              | 189                              | 149                                 | 2336                                   |
| Cerza picciola Cercepiccola (CB)                                                    | Cerqua picciola                |                       | 168                              | 147                              | [nessuna cifra]                     | 1181                                   |
| Chiavicci Chiauci (IS)                                                              | Chiavici                       |                       | 65                               | 66                               | 29                                  | 703                                    |
| Civita campomare Civitacampomarano (CB)                                             | Civita campomarino             |                       | 130                              | 134                              | 307                                 | 2087                                   |
| Civita Nova Civitanova del Sannio (IS)                                              |                                |                       | 174                              | 173                              | 129                                 | 1748                                   |
| Civita Vecchia Duronia (CB)                                                         |                                |                       | 62                               | 55                               | 38                                  | 844                                    |
| Colle di Anchise Colle d'Anchise (CB)                                               |                                |                       | 87                               | 121                              | 87                                  | 1611                                   |
| Colle della Croce Parte dell'odierna Acquaviva Collecroce                           |                                |                       | 23                               | 45                               |                                     |                                        |
| Covata nel territorio di Ripalimosani (CB)                                          |                                |                       | 36                               | 26                               | 8                                   | terra disabitata2                      |
| Crapacuta Capracotta (IS)                                                           | Capracolla                     |                       | 164                              | 246                              | 183                                 | 1868                                   |
| Fornello Fornelli (IS)                                                              |                                |                       | 106                              | 117                              | 84                                  | 1276                                   |
| Fossaceca Fossalto (CB)                                                             |                                |                       | 183                              | 207                              | 197                                 | 1973                                   |
| Frosolone (IS)                                                                      |                                |                       | 319                              | 349                              | 432                                 | 3592                                   |
| Gambatesa (CB)                                                                      |                                |                       | 361                              | 327                              | 70                                  | 1891                                   |
| Guardia alferes Guardialfiera (CB)                                                  |                                |                       | 103                              | 106                              | 68                                  | 1084                                   |
| Guardia Bruna Guardiabruna (CH)                                                     |                                |                       | 34                               | 22                               | 19                                  | 217                                    |
| Guardia campopiano Guardiaregia (CB)                                                |                                |                       | 109                              | 104                              | 128                                 | 1664                                   |
| Guasto girardo Vastogirardi (IS)                                                    |                                |                       | 149                              | 258                              | 88                                  | 886                                    |
| La Rizzia Riccia (CB)                                                               | Riccia                         |                       | 359                              | 280                              | 141                                 | 3506                                   |
| Le spinete Spinete (CB)                                                             |                                |                       | 261                              | 235                              | 204                                 | 1928                                   |
| Limosana Limosano (CB)                                                              |                                |                       | 164                              | 183                              | 138                                 | 2008                                   |
| Locito Lucito (CB)                                                                  |                                |                       | 191                              | 197                              | 166                                 | 2407                                   |
| Longana Longano (IS)                                                                |                                |                       | 73                               | 94                               | 98                                  | 1006                                   |
| Loratino Oratino (CB)                                                               |                                |                       | 133                              | 172                              | 183                                 | 1313                                   |
| Lupara (CB)                                                                         |                                |                       | 123                              | 123                              | 109                                 | 1423                                   |
| Macchia godena Macchiagodena (IS)                                                   |                                |                       | 195                              | 248                              | 222                                 | 1703                                   |
| Macchia di Sergnia Macchia d'Isernia (IS)                                           |                                |                       | 90                               | 102                              | 129                                 | 569                                    |
| Matrice (CB)                                                                        |                                |                       | 161                              | 173                              | 90                                  | 1205                                   |
| Mirabella Mirabello Sannitico (CB)                                                  |                                |                       | 211                              | 313                              | 166                                 | 2755                                   |
| Miranda (IS)                                                                        |                                |                       | 120                              | 136                              | 70                                  | 1720                                   |
| Molise (CB)                                                                         |                                |                       | 32                               | 36                               | 44                                  | 481                                    |
| Montaccioli Montazzoli (CH)                                                         |                                |                       | 114                              | 123                              | 102                                 | 1598                                   |
| Montagnano Montagano (CB)                                                           |                                |                       | 136                              | 167                              | 119                                 | 2228                                   |
| Montefalcone Montefalcone nel Sannio (CB)                                           |                                |                       | 166                              | 263                              | 130                                 | 2010                                   |
| Montelateglia nel territorio di Tavenna (CB)                                        |                                |                       | 85                               | 53                               | dishabitato2                        | 1326 (Tavenna)                         |
| Montenigro Montenero Val Cocchiara (IS)                                             |                                |                       | 69                               | 93                               | 83                                  | 1285                                   |
| Montorio Montorio nei Frentani (CB)                                                 |                                |                       | 104                              | 108                              | 81                                  | 1495                                   |
| Montredane Monteroduni (IS)                                                         |                                |                       | 245                              | 246                              | 253                                 | 1548                                   |
| Morcone (BN)                                                                        |                                |                       | 750                              | 665                              | 620                                 | 4015                                   |
| Morrone Morrone del Sannio (CB)                                                     |                                |                       | 219                              | 272                              | 137                                 | 2276                                   |
| Palata (CB)                                                                         |                                |                       | 73                               | 80                               | 51                                  | 1818                                   |
| Pesco lanciano Pescolanciano (IS)                                                   |                                |                       | 41                               | 54                               | 31                                  | 886                                    |
| Pesco pignataro Pescopennataro (IS)                                                 |                                |                       | 172                              | 213                              | 136                                 | 992                                    |
| Pesco di Sergnia Pesche (IS)                                                        |                                |                       | 69                               | 83                               | 89                                  | 1251                                   |
| Petracupa Pietracupa (CB)                                                           |                                |                       | 69                               | 73                               | 38                                  | 820                                    |
| Petrella Petrella Tifernina (CB)                                                    |                                |                       | 241                              | 132                              | 126                                 | 2308                                   |
| Pettorano Pettoranello del Molise (IS)                                              |                                |                       | 65                               | 72                               | 75                                  | 932                                    |
| Prouidente Provvidenti (CB)                                                         |                                |                       | 63                               | 80                               | 29                                  | 603                                    |
| Rionigro Rionero Sannitico (IS)                                                     |                                |                       | 66                               | 75                               | 43                                  | 1170                                   |
| Rip' alta Mafalda (CB)                                                              |                                |                       | 72                               | 107                              | 35                                  | 731                                    |
| Ripa libusini Ripabottoni (CB)                                                      | Ripa libottuni                 |                       | 103                              | 166                              | 154                                 | 2268                                   |
| Ripa limasano Ripalimosani (CB)                                                     |                                |                       | 168                              | 218                              | 226                                 | 3064                                   |
| Rocca aspramonte frazione di Castropignano (CB)                                     |                                |                       | 47                               | 58                               | 31                                  | 322                                    |
| Rocca cicuti Roccasicura (IS)                                                       | Rocca cicuta                   |                       | [non presente]                   | [non presente]                   | 45                                  | 1378                                   |
| Rocca mennolfi Roccamandolfi (IS)                                                   | Rocca minolfa                  |                       |                                  | 280                              | 303                                 | 2160                                   |
| Rocca vivara Roccavivara (CB)                                                       | Rocca nivara                   |                       | 94                               | 105                              | 54                                  | 722                                    |
| Salcito (CB)                                                                        | Salvio                         |                       | 100                              | 94                               | 7.2                                 | 1743                                   |
| Santo Agapito Sant'Agapito (IS)                                                     | S. Capita                      |                       | 58                               | 71                               | [nessuna cifra]                     | 619                                    |
| Santo Angelo in grottola frazione di Santa Maria del Molise (IS)                    | S. Angelo in grottosa          | S. Angelo in grottola | 88                               | 118                              | 67                                  | 750                                    |
| S. Angelo lemosano Sant'Angelo Limosano (CB)                                        | S. Angelo                      |                       | 80                               | 88                               | [nessuna cifra]                     | 1474                                   |
| Santo Barbato frazione di Casacalenda (CB)                                          | [non presente]                 |                       |                                  |                                  |                                     |                                        |
| San Biasi San Biase (CB)                                                            | S. Biasi                       |                       | 16                               | 33                               | 15                                  | 960                                    |
| Santa Croce Santa Croce del Sannio (BN)                                             |                                |                       | 75                               | 145                              | 240                                 | 2295                                   |
| San Felice San Felice del Molise (CB)                                               |                                |                       | 70                               | 82                               | 20                                  | 1009                                   |
| San Giovanni in gaudo San Giovanni in Galdo (CB)                                    | San Giovan in gando            | [non presente]        | 256                              | 267                              | 224                                 | 2351                                   |
| San Giuliano San Giuliano del Sannio (CB)                                           |                                |                       | 150                              | 184                              | 126                                 | 1788                                   |
| Santa Giusta frazione di Colli a Volturno (IS)                                      | [non presente]                 |                       |                                  |                                  |                                     |                                        |
| Rocca di Civita frazione Civita Superiore di Boiano (CB)                            |                                |                       | 41                               | 52                               | [non presente]                      | [non presente]                         |
| Santa Lucia Frazione di Montefalcone nel Sannio, dal 1901 comune di Montemitro (CB) | Santa Lucia alias monte negro  |                       | 35                               | 34                               | 24 (alias Montenero2)               | 460 (overo Santa Lucia di Montemitro2) |
| Santo Massimo San Massimo (CB)                                                      |                                |                       | 109                              | 101                              | 94                                  | 1037                                   |
| Santo Pietro della vellana San Pietro Avellana (IS)                                 | S. Pietro di vellana           | S. Pietro lavallana   | 92                               | 125                              | 88                                  | 917                                    |
| Santo Polo San Polo Matese (CB)                                                     | Santo Paolo                    |                       | 121                              | 119                              | 108                                 | 1146                                   |
| Santo Stefano (frazione di Campobasso)                                              |                                |                       | 8                                | 10                               | 9                                   | 263                                    |
| Sassinoro (BN)                                                                      | Sansinora                      |                       | 125                              | 44                               | 93                                  | 1056                                   |
| Scontrone (AQ)                                                                      |                                |                       | 62                               | 64                               | [non presente]                      | 500                                    |
| Sergnia Isernia                                                                     | Sergnia alias Isergnia         |                       | 610                              | 839                              | 440                                 | 5156                                   |
| Sessana Sessano (IS)                                                                | Seiano                         | Sassano               | 117                              | 144                              | 130                                 | 1052                                   |
| Speron d'asino Sprondasino nel territorio di Civitanova del Sannio (IS)             |                                | Speronasino           | 17                               | 17                               | [nessuna cifra]                     | [non presente]                         |
| Supino Sepino (CB)                                                                  |                                | Supino                | 418                              | 416                              | 153                                 | 3338                                   |
| Terella Torella del Sannio (CB)                                                     | Tirella                        | Terella               | 117                              | 116                              | 75                                  | 1040                                   |
| Toro (CB)                                                                           |                                |                       | 289                              | 280                              | 153                                 | 2050                                   |
| Trivento (CB)                                                                       |                                |                       | 327                              | 409                              | 323                                 | 2416                                   |
| Vinchiaturo (CB)                                                                    |                                |                       | 200                              | 227                              | 194                                 | 2988                                   |

2 Così nel testo.

## La provincia

### Istituzione e autonomia amministrativa

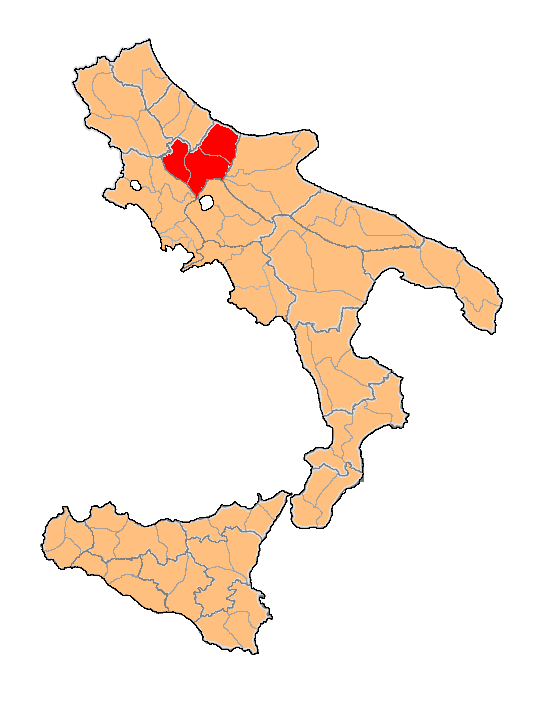
La provincia di Molise delineata dal riordinamento amministrativo del 1806-11

Con la legge 132 del 1806 Sulla divisione ed amministrazione delle province del Regno, varata l'8 agosto di quell'anno, Giuseppe Bonaparte riformò la ripartizione territoriale del Regno di Napoli sulla base del modello francese e soppresse il sistema delle regie udienze. Negli anni successivi (tra il 1806 ed il 1811), una serie di regi decreti completò il percorso d'istituzione delle province con la specifica dei comuni che in esse rientravano e la definizione dei limiti territoriali e delle denominazioni di distretti e circondari in cui veniva suddivisa ciascuna provincia.
In base a tale riforma, il 27 settembre 1806, con la legge 189, fu stabilita la separazione del Contado di Molise dalla Capitanata. Fino a quella data il capoluogo era Lucera. Il processo di definizione dei confini, però, fu abbastanza farraginoso, tanto che solo il 4 maggio 1811, dopo il trasferimento del circondario di Larino, e quindi anche di Termoli, dalla Capitanata, e del territorio di Petacciato ed il circondario di Agnone, dall'Abruzzo Citra, vennero definitivamente individuati le delimitazioni di provincia, distretti e circondari e l'intendenza di Campobasso raggiunse una conformazione vicina all'attuale Molise.
Dal 1º gennaio 1817, l'organizzazione amministrativa venne definitivamente regolamentata con la Legge riguardante la circoscrizione amministrativa delle Province dei Reali Domini di qua del Faro del 1º maggio 1816.

### Suddivisione amministrativa
La provincia era suddivisa in successivi livelli amministrativi gerarchicamente dipendenti dal precedente. Al livello immediatamente successivo alla provincia individuiamo i distretti che, a loro volta, erano suddivisi in circondari. I circondari erano costituiti dai comuni, l'unità di base della struttura politico-amministrativa dello Stato moderno, ai quali potevano far capo i villaggi, centri a carattere prevalentemente rurale.
La provincia comprendeva i seguenti distretti:
- Distretto di Campobasso, dal 1806;
- Distretto di Isernia, dal 1806;
- Distretto di Larino, istituito nel 1806 come parte della Capitanata e (con mutamenti territoriali) aggregato al Molise nel 1811.

Ogni distretto era suddiviso in circondari per un totale di 33, i quali comprendevano complessivamente 132 comuni.

## L'origine del toponimo
Differenti teorie esistono sull'origine del toponimo "Molise". Di certa genesi medievale, la denominazione potrebbe derivare, secondo Francesco D'Ovidio, dalla forma aggettivata di mola o molinum, da cui molenses, ovvero abitanti presso la mola o il mulino. Secondo altri, invece, deriverebbe dal nome di un feudo o di un castello o di un'antica città sannita (la Melae citata da Livio). Secondo la leggenda, infatti, il primo gastaldo di Bojano, Alczeco, avrebbe edificato il suo castello proprio sulle rovine di Melae. Un'altra ipotesi, ancora, fa risalire il nome Molise all'alterazione dei cognomi "Marchisio" e "de Molisio" presenti in un documento del 1195, dove il conte Corrado di Luzelinart, si firmò "Corradus Marchisium de Molisio". Tale firma avrebbe generato un equivoco: essa, infatti, male interpretata, sarebbe stata intesa come: "Corrado, Marchese del Molise". Giambattista Masciotta, invece, tenta di individuare una connessione tra il guerriero Alczeco e la famiglia de Molisio definendo una linea di discendenza diretta. Proprio dal cognome de Molisio, secondo la teoria più accreditata, è da farsi risalire l'origine del toponimo. Proveniente dal feudo di Moulins-la-Marche (parte del Ducato di Normandia), questa famiglia ebbe quale capostipite Rodolfo de Molisio. Costui, compagno d'armi di Roberto il Guiscardo, divenne feudatario supportando gli Altavilla nella conquista di alcuni dei territori sanniti che saranno parte del Regno di Sicilia. Studi basati sull'analisi di antichi testi pubblicati nell'Italia Meridionale ed in Europa individuano in Conti de Molisio la genesi di Contado di Molise, proprio in virtù di quella espansione territoriale della contea di Bojano della quale essi furono artefici intorno al XII secolo. Tale teoria, inoltre, è avvalorata dal fatto che l'impiego dei cognomi veri e propri entra in uso, per l'appunto, in questo periodo.